# Saint-Cybardeaux
Saint-Cybardeaux település Franciaországban, Charente megyében. Lakosainak száma 796 fő (2022. január 1.). Saint-Cybardeaux Échallat, Saint-Amant-de-Nouère, Saint-Genis-d’Hiersac, Vaux-Rouillac, Genac-Bignac és Rouillac községekkel határos.

## Népesség
A település népessége az elmúlt években az alábbi módon változott:
| Lakosok száma | 739  | 670  | 724  | 776  | 826  | 842  | 829  | 823  | 821  | 796  |
|               | 1968 | 1982 | 1990 | 2006 | 2013 | 2015 | 2017 | 2019 | 2020 | 2022 |